# Canal Xúquer-Túria

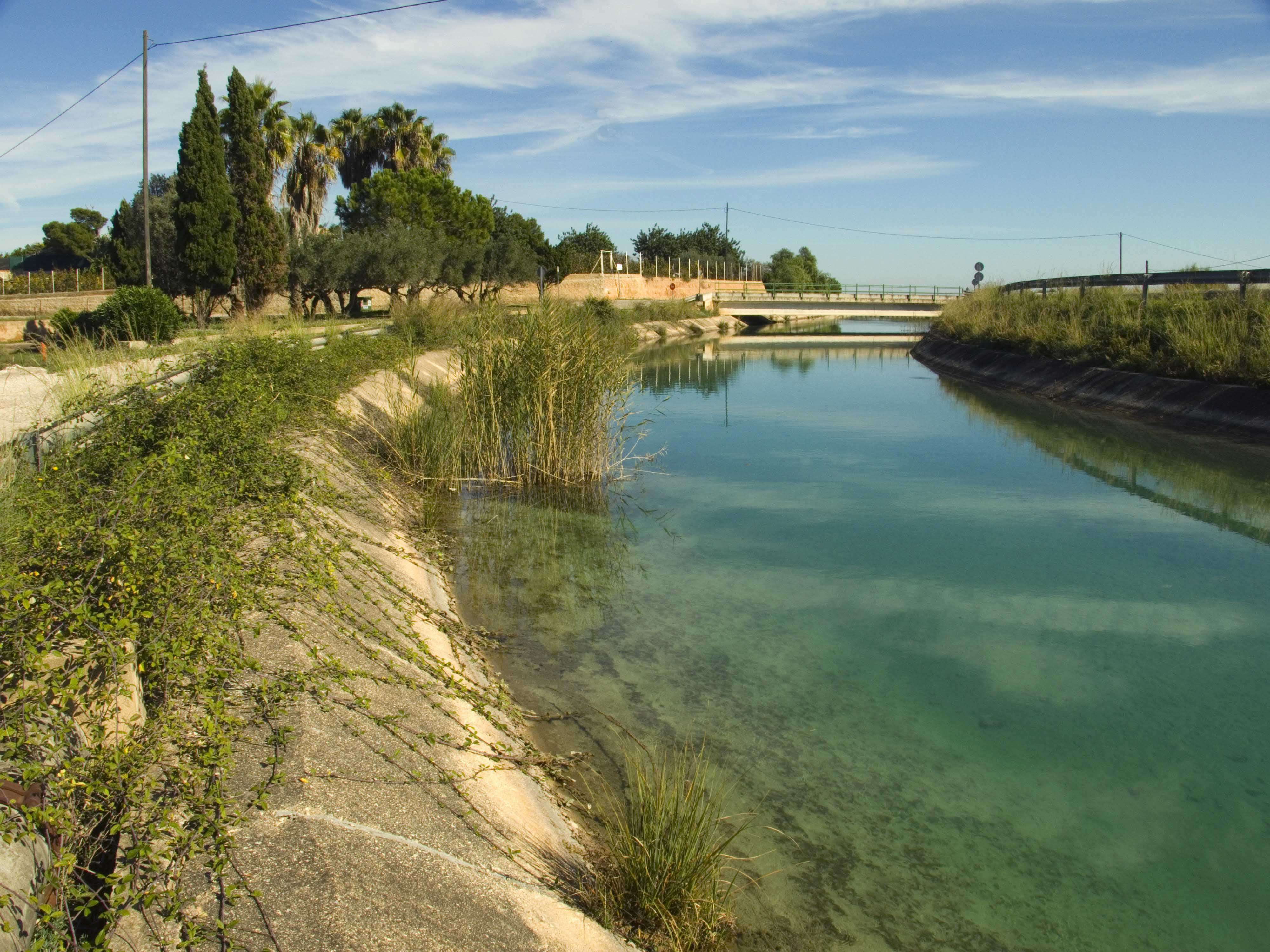
Canal Xúquer-Túria al seu pas per Alginet

El Canal Xúquer-Túria té una longitud de 60 quilòmetres entre el riu Xúquer (Embassament de Tous-Ribera Alta) i el riu Túria (potabilitzadora La Presa a Manises, la planta més antiga d'Europa)

Gran part dels habitants de València beuen aigua del Xúquer des de la construcció d'aquest canal.
 Pot transportar des de 16 m³/seg. fins a 30 m³/seg. Travessa els següents municipis: Tous, Alzira, Guadassuar, l'Alcúdia, Benimodo, Carlet, Alfarb, Alginet, Benifaió, Picassent, Torrent, Aldaia, Quart de Poblet i Manises.
Des del 2016 l'ajuntament de València ha demanat a la Confederació Hidrogràfica del Xúquer cobrir trams del canal per garantir la qualitat de l'aigua que abasta l'àrea metropolitana de València.
Aquesta obra d'enginyeria hidràulica rega al voltant de 25.000 hectàrees de cultiu.